# Marienkirche (Wismar)

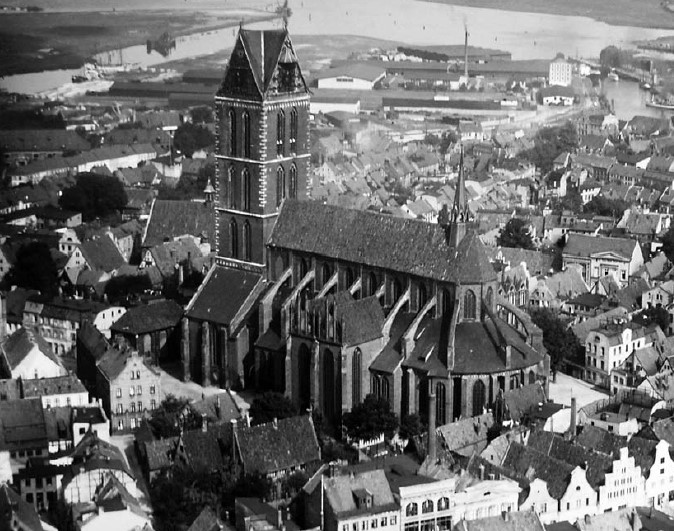
Marienkirche Wismar um 1930

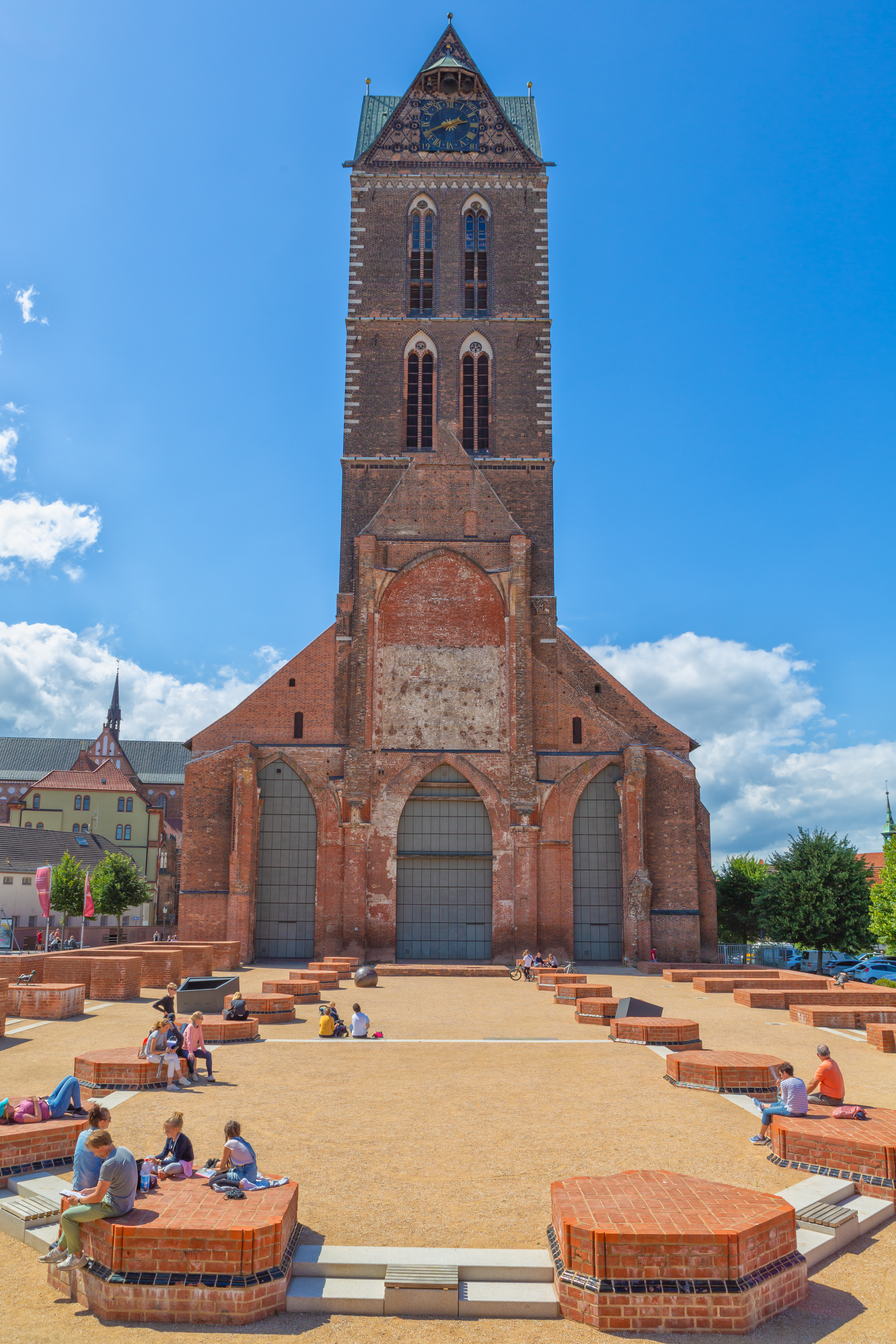
Kirchturm und Umriss des verlorenen Kirchenschiffs

Die Marienkirche, auch St.-Marien-Kirche, ist im Zentrum der Altstadt Wismars, St.-Marien-Kirchhof, zwischen Marktplatz und Fürstenhof gelegen. Sie war Hauptpfarrkirche und Ratskirche der Marktstadt. Sie gehört zu den ältesten Bauwerken der Hansestadt. Ihr im Zweiten Weltkrieg schwer beschädigtes Schiff wurde 1960 gesprengt. Nur noch der 80,5 Meter hohe Turm ist erhalten.

## Baugeschichte

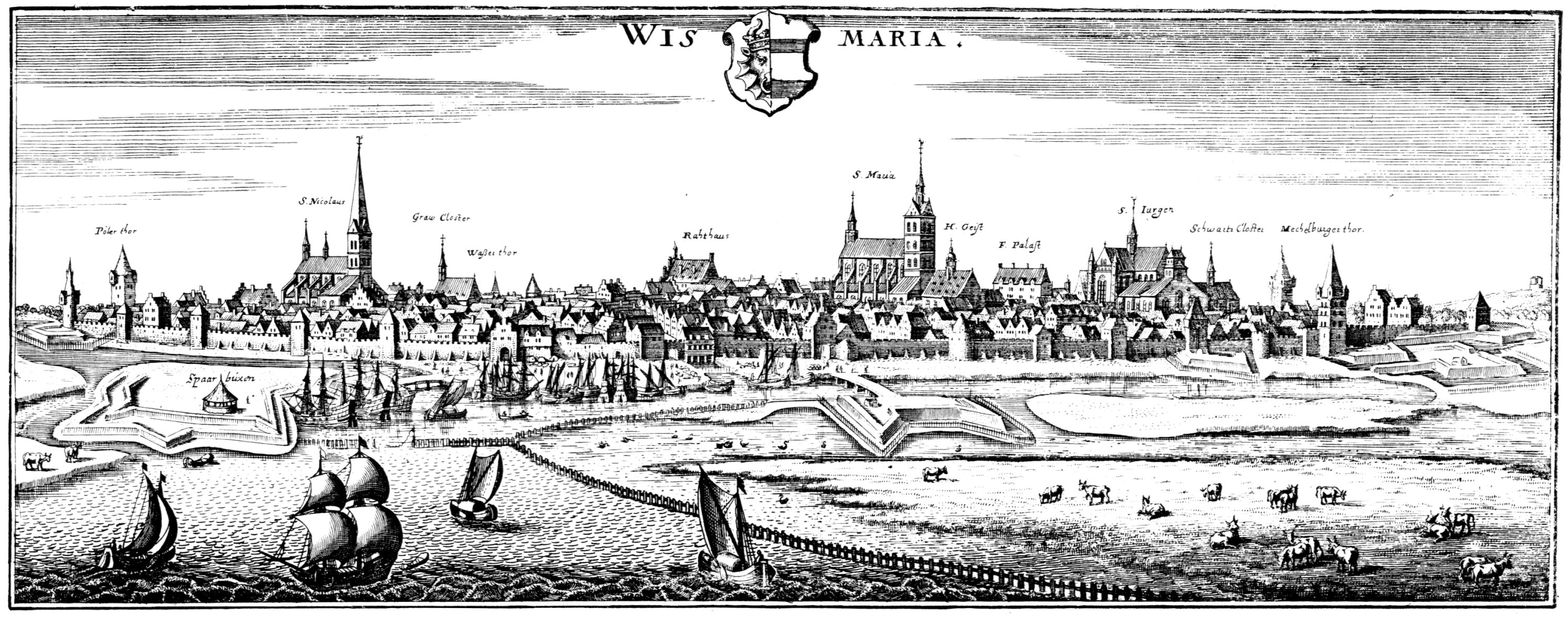
Kupferstich von Matthäus Merian 1640: Marienkirche in der Bildmitte rechts vom Rathaus, noch mit gotischem Turmhelm

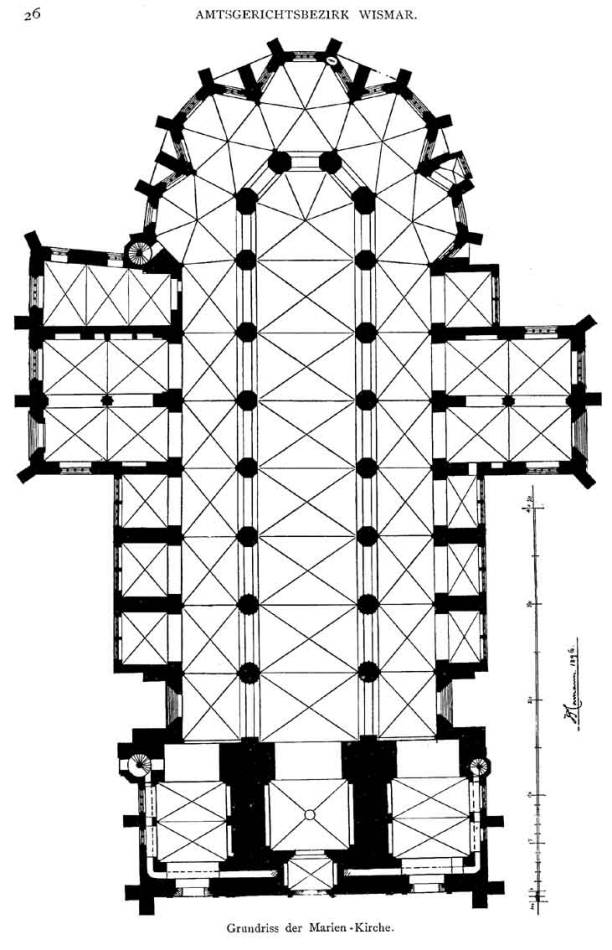
Grundriss von St. Marien (1896)

### Erstes Bauwerk
Der 1960 zerstörte Bau war nicht die erste Marienkirche in Wismar, denn bereits für 1250 ist die Existenz einer Marienkirche belegt. Vermutlich war sie ein Holzbau, der schon in den 1220er-Jahren stand. Die Stadtgründung vor dem Jahr 1226 machte das Vorhandensein einer Pfarrkirche notwendig. Die Marienkirche wurde um 1260–70 als Hallenkirche mit Westturmanlage erbaut. Die Breite des Langhauses betrug 36 Meter, die Höhe der Gewölbe etwa 16 Meter, die Länge des Schiffes und die Gestalt des Chores sind unbekannt. Diese gewaltigen Maße zeugen von der wirtschaftlichen Leistungskraft der Stadt im 13. Jahrhundert. Erhalten blieben der Westturm und seine Seitenkapellen. Auch die Vorlagen für Arkadenbögen zwischen den Seitenschiffen und dem Mittelschiff stammen noch aus der Zeit. Die Höhe der Turmhallen und die Spuren des Schildbogens über der Öffnung der mittleren Halle belegen, dass die drei Schiffe gleich hoch waren und von einem gemeinsamen Dach gedeckt waren.

### Zweites Bauwerk
- 1. Bauabschnitt:

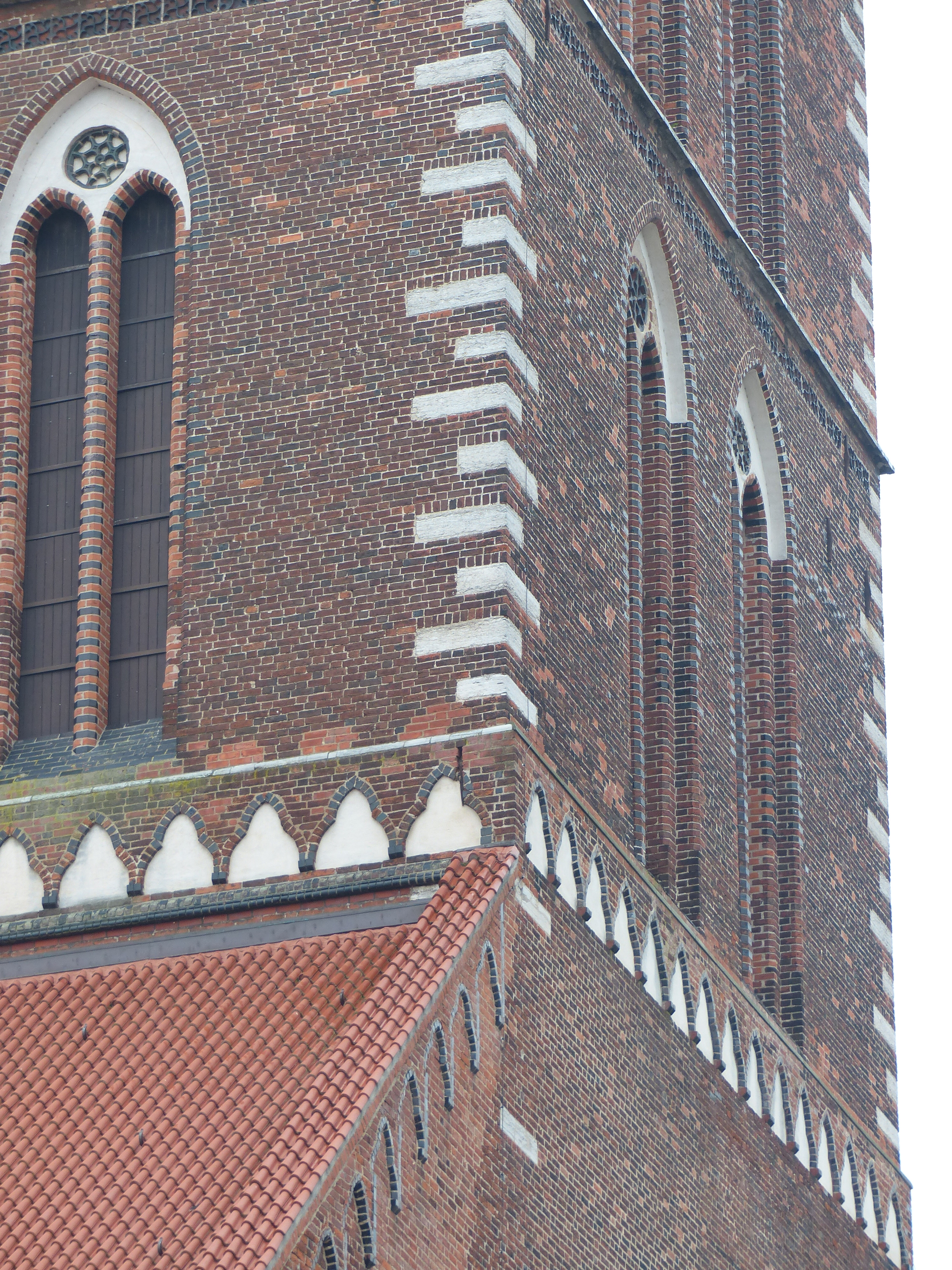
1. Turmgeschoss: Kalksteinquader an den Kanten, Fries mit glasierten Formziegeln und verputzten Blenden an der Turmbasis

Nach dem Abriss des Chores erfolgte der Bau einer provisorischen Abschlusswand zum weiterbenutzten Hallenlanghaus.
Um 1320–1339 wurde unter Werkmeister Johann Grote der basilikale Umgangschor mit Kapellenkranz errichtet.
- 2. Bauabschnitt:

Nach 1339 erfolgte die Vollendung des Chores und 1353 die Weihe. Danach wurde das alte Hallenlanghaus sukzessive weiter abgetragen und das Backsteinmaterial für die Fertigstellung des Langhauses als Basilika wiederverwandt. Im Typus entsprach die Kirche dem Vorbild der Marienkirche von Lübeck.
- 3. Bauabschnitt:

Um 1370/75 wurde das Langhaus vollendet. Die Höhe des Mittelschiffgewölbes betrug 32,2 Meter.
- 4. Bauabschnitt:

Vor 1388 wurden nachträglich zwischen die Strebepfeiler Einsatzkapellen angebaut, auf der Nordseite um 1388 die Nordhalle und vor 1390 die Sakristei.
Die Südvorhalle und die östlich daneben liegende Knochenhauerkapelle entstanden vor 1414.
- 5. Bauabschnitt:

Im 5. Bauabschnitt erfolgte die Aufstockung des Westturms auf drei Geschosse. Auf diesen Turm wurde ein hölzerner, kupferverkleideter Turmhelm aufgesetzt, sodass der Turm auf eine Gesamthöhe von etwa 120 Metern kam.
Die Kapelle unter dem Turm wurde im Mittelalter von der Kaufleutekorporation der Bergenfahrer ausgestattet, unterhalten und genutzt.
Das Pfarrhaus war mit einem um 1600 entstandenen Totentanz verziert, der 1945 zerstört wurde.

### Nachmittelalterliche Veränderungen

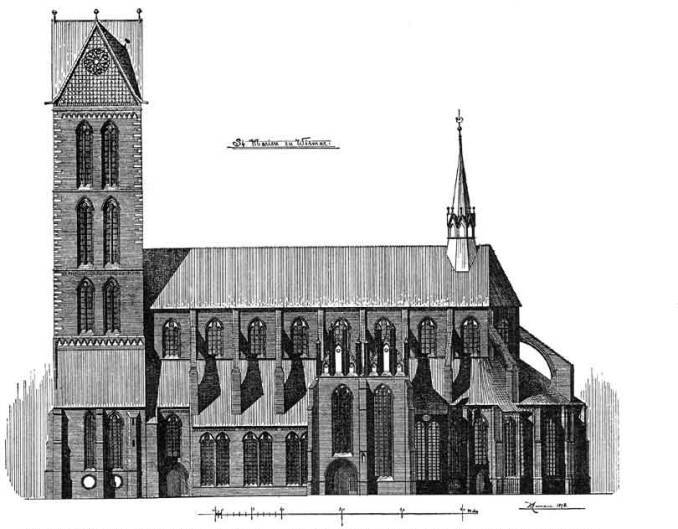
Südansicht, Zeichnung von 1896

Im 15. oder frühen 16. Jahrhundert wurde der steile gotische Pyramidenhelm zerstört und durch einen Dachreiter ersetzt, der wiederum 1539 durch Blitzschlag zerstört wurde. Der Ersatz wurde 1661 vom Sturm heruntergeworfen, der anschließende provisorische Abschluss blieb bis heute bestehen. Im 18. Jahrhundert wurden teilweise Fenster und Portale zugemauert. In den 1860er-Jahren wurde ein Dachreiter über dem östlichen Ende des Langhausdaches errichtet.

### Nach 1945

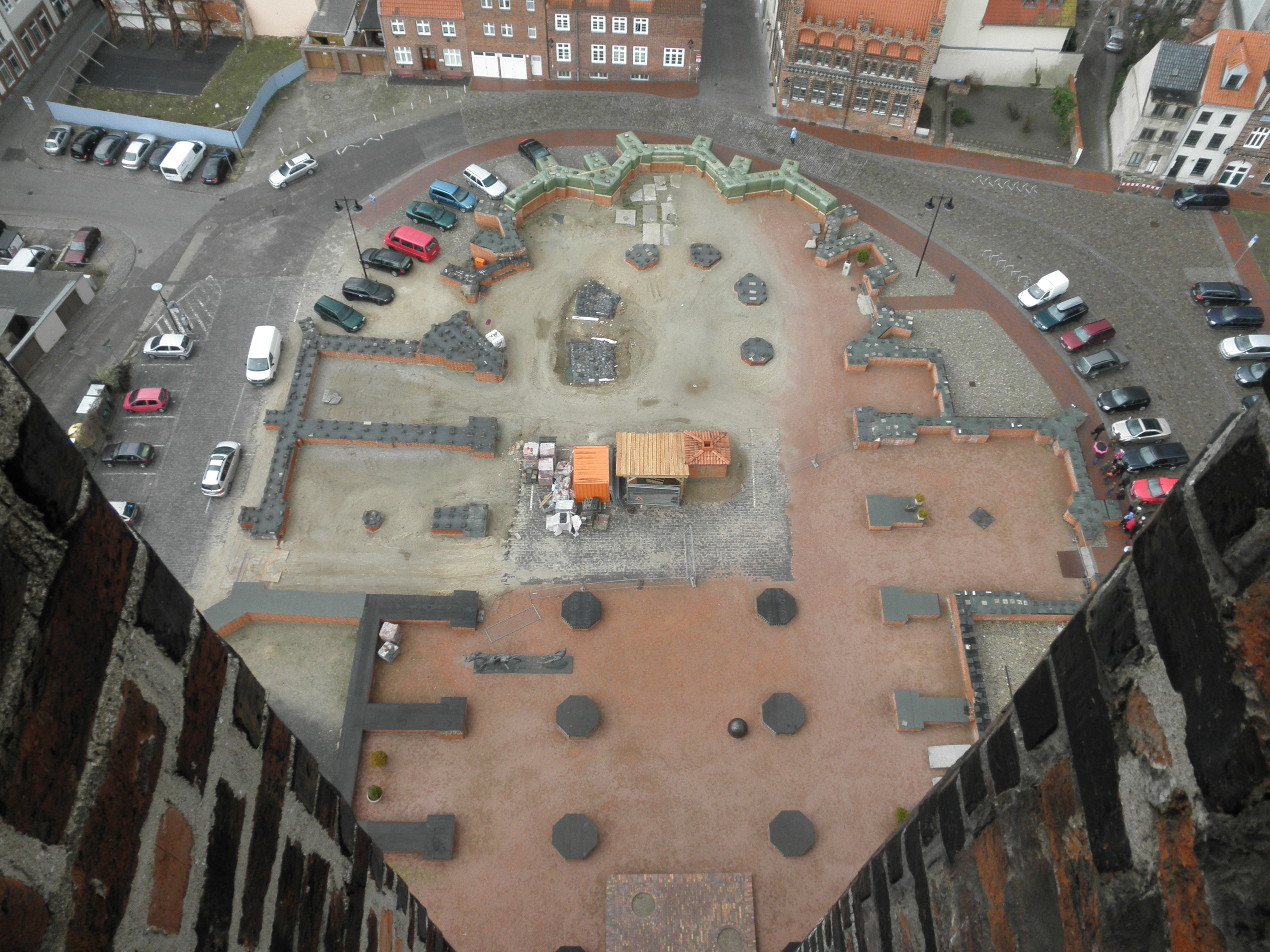
Aufgemauerter Grundriss des beseitigten Kirchenschiffs: Foto vom Kirchturm 2010

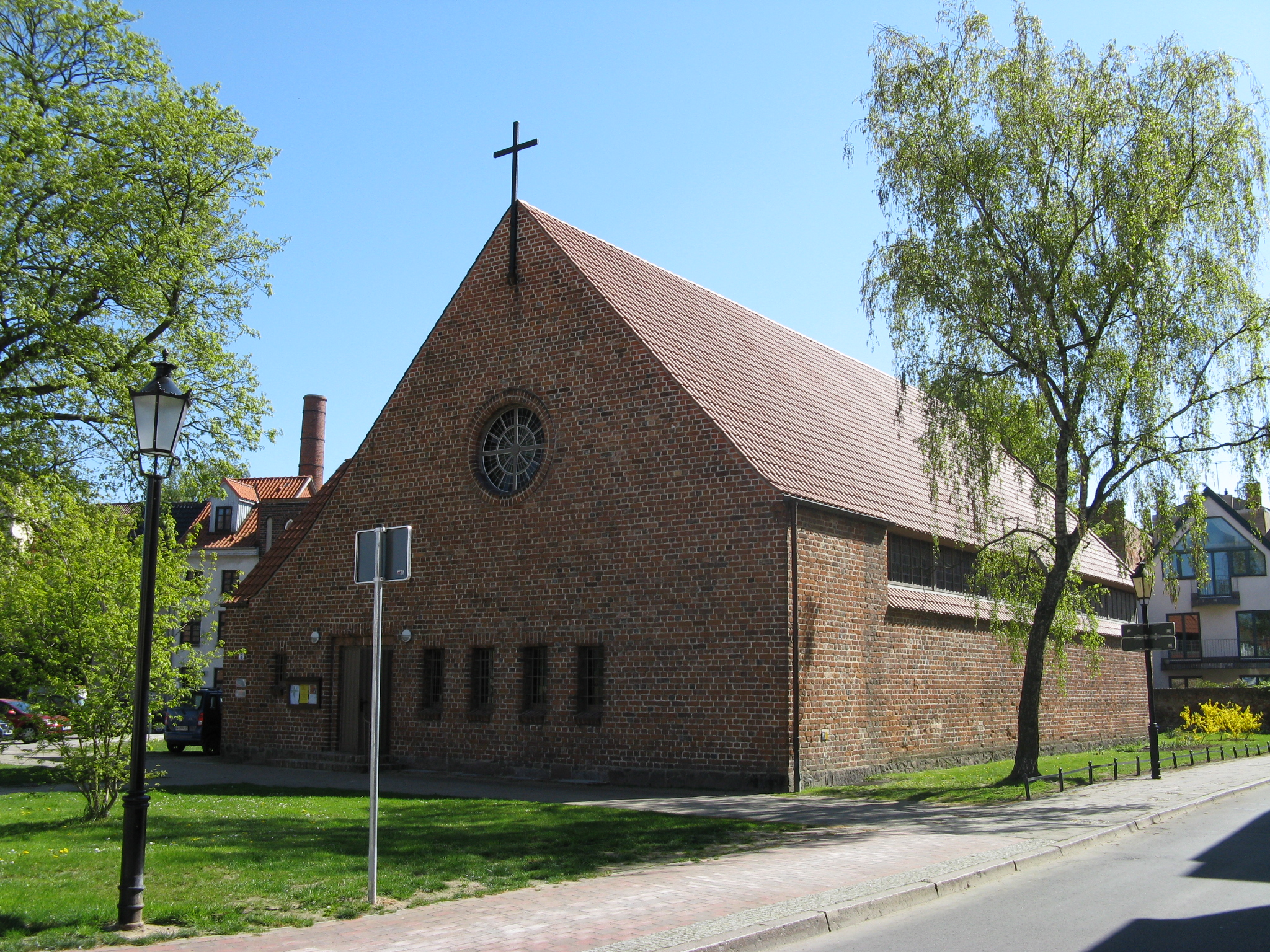
Neue Kirche Wismar, als evangelische Notkirche 1951 errichtet

Im April 1945 wurde die Kirche durch Luftminen stark beschädigt. Die Dacheindeckung ging verloren, und alle Gewölbe, das südliche Seitenschiff und die Südvorhalle stürzten ein. 1951 wurde deshalb für die Gemeinde eine Notkirche nach dem Entwurf von Otto Bartning gebaut: Die Neue Kirche, welche aus den Steinen des alten Pfarrhauses erbaut wurde.
Obwohl keine unmittelbare Gefahr des Zusammenbruchs oder gesundheitlicher Gefährdungen durch den abgesperrten Bau bestand, wurden 1960 Langhaus und Chor der St. Marien-Kirche unter Protest zahlreicher kultur- und geschichtsinteressierter Bürger gesprengt und das Baumaterial zu Schotter verarbeitet. Der Turm konnte wegen seiner Bedeutung als Seezeichen nicht beseitigt werden.
In den vergangenen Jahren wurde mit Mitteln von Stadt, Land, Bund, Deutscher Stiftung Denkmalschutz und mit Spenden engagierter Bürger der verbliebene Turm geschlossen und mit Installationen soweit ausgerüstet, dass wieder eine Nutzung für Veranstaltungen möglich ist. Der Grundriss des ehemaligen Kirchenschiffes wurde durch niedrige Mauern wieder sichtbar gemacht.
St. Marien war gemeinsam mit St. Georgen in Wismar bis Januar 2012 Ort der Ausstellung Wege zur Backsteingotik: „Gebrannte Größe – Bauten der Macht“, die sich mit der Backsteingotik und auch der Entstehungsgeschichte von St. Marien befasste. Der Turm von St. Marien ist Teil der Europäischen Route der Backsteingotik.
Eine zwischenzeitlich geplante Rekonstruktion wurde 2017 aufgegeben und der Förderverein löste sich auf.

## Ausstattung
St. Marien war als Wismarer Ratskirche durch Stiftungen reich ausgestattet. Im Laufe der Geschichte wurden daher auch Ausstattungsstücke an ärmere Gemeinden Mecklenburgs weitergegeben: Ein Beispiel ist die Kanzel aus der Werkstatt des Lübecker Bildschnitzers Tönnies Evers d. J. von 1587, die sich seit dem Jahr 1746 in der Marienkirche von Neustadt-Glewe befindet.
Etliche Stücke der Ausstattung konnten in den Wirren des Zweiten Weltkrieges gerettet werden, ein großer Teil wurde aber auch zerstört. Dazu gehören der Hauptaltar von 1749, der Orgelprospekt aus der Zeit um 1840 und das Gestühl.
Das Triumphkreuz von 1420 schmückt seit der Restaurierung 1990 den Schweriner Dom. Es wurde in der zweiten Hälfte des 14. Jahrhunderts geschaffen.
Andere Stücke, darunter die Taufe aus Bronze, die um 1335 gegossen wurde, haben in der Wismarer Nikolaikirche ihren neuen Platz bekommen. Die Taufe stand nachweislich 1495 unter dem Turm. Vermutlich ist sie eine Arbeit des Johann Apengeter aus Lübeck. Eine ähnliche, von Apengeter gegossene Taufe steht in der Marienkirche in Lübeck. Drei Figuren in Mönchsgewändern tragen den Kessel, verschiedene Reliefs mit Figuren sind in zwei Reihen angeordnet. In der oberen Reihe werden zwischen den Aposteln Szenen aus dem Leben Christi gezeigt sowie die Darstellung des Christus als Weltenrichter. In der unteren Reihe sind die klugen und die törichten Jungfrauen und ebenfalls Szenen aus dem Leben Christi zu sehen. Das Taufbecken ist von einem verknoteten Gitter aus Eisen umgeben, das Taue darstellt. Es wurde wahrscheinlich im 16. Jahrhundert angefertigt. Nach einer Sage versprach der Teufel dem Schmied 100 Goldtaler, wenn er das endlose Gitter innerhalb eines Tages herstellen würde, andernfalls sollte die Seele des Schmiedegesellen dem Teufel verfallen. Im Volksmund wird es deswegen Teufelsgitter genannt.
Ein um 1430 geschnitztes Flügelretabel aus dem Mittelalter wird derzeit in der Nikolaikirche ausgestellt. Es war wohl ursprünglich Bestandteil des Krämeraltars. In der mittleren Tafel wird Maria dargestellt, sie wird von dem Heiligen Mauritius und dem Erzengel Michael begleitet. Die Reliefs in den beiden Flügeln zeigen auf der rechten Seite die Anbetung des neugeborenen Jesus durch die heiligen drei Könige und auf der linken Seite die Verkündigung. Die Krämer gaben dieses Retabel in Auftrag, nachdem sie 1411 ihre Kapelle an den Chorumgang im Nordosten angebaut hatten. Die Kapelle wurde im selben Jahr geweiht. Die Krämer verehrten Maria ganz besonders, zusätzlich zum Altar hatten sie ihr auch einen Kronleuchter mit einer Marienfigur geweiht. Die Krämer nutzten ihre Kapelle auch für Zusammenkünfte und Besprechungen.
Die Astronomische Uhr von St. Marien wurde bei einem Bombenangriff im Zweiten Weltkrieg zerstört.

## Turm

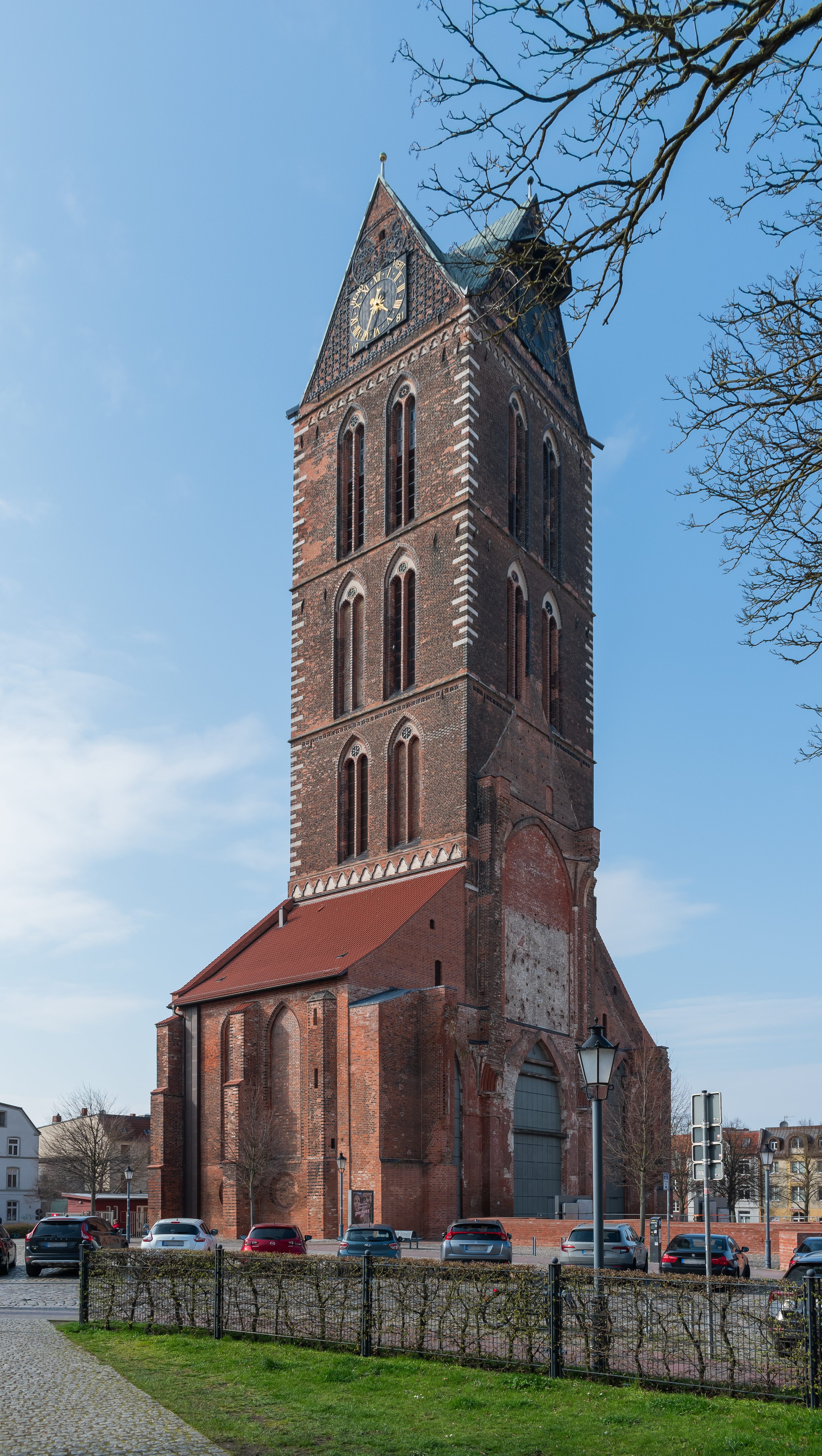
Turm der Marienkirche

Der Unterbau des Turmes und die beiden Seitenhallen sind noch von der frühgotischen Vorgängerkirche erhalten. Mit dem Bau wurde etwa von 1260 bis 1270 begonnen, dies wird auch durch einige überlieferte Bestätigungen zu Ziegellieferungen und Stiftungen belegt. Das Portal ist spitzbogig und mit Kleeblattbogenfriesen und Ecklisenen ausgestattet. Die ehemaligen Rundfenster an den Seiten wurden vermauert. Dieser frühgotische Unterbau wurde in der ersten Hälfte des 15. Jahrhunderts um drei Geschosse aufgemauert. Die einzelnen Geschosse wurden an jeder Seite durch zwei Spitzbogenfenster gegliedert. Die Außenkanten wurden durch weiße Kalksteinbinder betont, sie bilden einen starken Kontrast zu der roten Farbe der Backsteine. Zwei sich kreuzende Satteldächer wurden wohl im 16. Jahrhundert aufgesetzt. Die vier Giebelfelder sind mit Maßwerksteinen und geometrischen Mustern verziert. Die Turmuhr erhielt 1647 die Ziffernblätter.

### Glocken

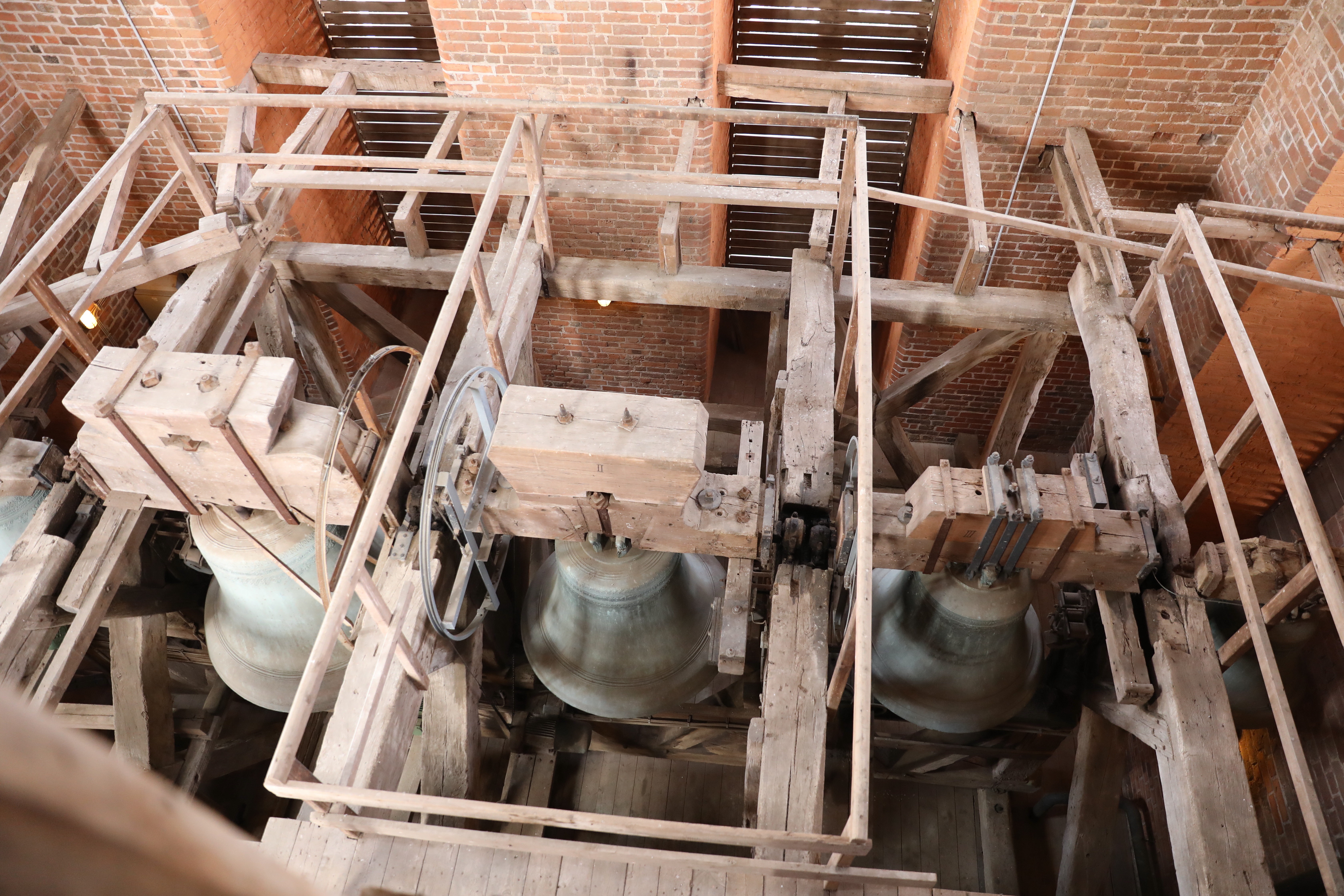
Blick in den Glockenstuhl

Der Glockenbestand der Marienkirche zählt zu den umfangreichsten in Norddeutschland; von den einstmals 13 Glocken sind alle erhalten geblieben. Die neun in der Glockenstube aufgehängten Glocken bilden gemeinsam ein Glockenspiel, das nach dem Kirchenjahr wechselnde Choräle spielt. Die fünf größten Glocken sind zum schwingenden Läuten eingerichtet und werden an Festtagen zusammen geläutet; sonntags werden weniger Glocken geläutet. Am Ostgiebel, oberhalb des Ziffernblattes, sind weitere drei Glocken für den Uhrschlag aufgehängt. Die ehemalige Chorglocke ist derzeit in der südlichen Seitenkapelle neben dem Turm abgestellt.
| Nr. | Name / Verwendung         | Gussjahr      | Gießer            | Durchmesser (mm) | Masse (kg, ca.) | Schlagton (HT-1/16) | Art der Verwendung       |
| 1   | Große Glocke              | 1567          | Harmen Pasmann    | 1.968            | 5.000           | b0 −1               | Läuteglocke, Spielglocke |
| 2   | Mittel- oder Bürgerglocke | 1567          | Harmen Pasmann    | 1.613            | 2.700           | c1 −2               | Läuteglocke, Spielglocke |
| 3   | Wächterglocke             | 1902          | M. & O. Ohlsson   | 1.420            | 1.560           | des1 ±0             | Läuteglocke, Spielglocke |
| 4   |                           | 1652          | Adam Dankwart     | 1.264            | 1.200           | es1 +5              | Läuteglocke, Spielglocke |
| 5   |                           | 1592          | Gerdt Bincke      | 1.017            | 550             | f1 −4               | Spielglocke              |
| 6   | (Mittagsglocke)           | 2. H. 14. Jh. | unbekannt         | 1.139            | 972             | g1 +10              | Läuteglocke, Spielglocke |
| 7   |                           | 1602          | Clawes Bincke     | 1.022            | 800             | as1 +10             | Spielglocke              |
| 8   |                           | 14. Jh.       | unbekannt         | 840              | 380             | b1 +15              | Spielglocke              |
| 9   |                           | 1435          | Timmo Jhaeger     | 727              | 220             | c2 +10              | Spielglocke              |
| 10  | Stundenglocke             | 1542          | Nikolaus Wachtel  | 1.604            | 2.472           | des1 +7             | Uhrglocke                |
| 11  | Halbstundenglocke         | 1692          | Vitus Siebenbaum  | 984              | 451             | g1 +2½              | Uhrglocke                |
| 12  | Viertelstundenglocke      | 1543          | Jochim Sternberch | 695              | 200             | es2 –5              | Uhrglocke                |
| 13  | Chorglocke                | 1687          | Vites Siebenbaum  | 563              | 120             | g2 –7               | abgestellt               |

## Pfarrkirche
Im Mittelalter wurden die Pfarrkirchen überwiegend von den Menschen des zugehörigen Kirchspieles genutzt. Die Kirche diente der Feier der heiligen Messe, der Predigt, der Spendung der Sakramente der Beichte, der Taufe, der Krankensalbung und schließlich der Beerdigung der Gemeindemitglieder. Der südliche Teil der Altstadt zwischen dem Dominikanerkloster, dem Heilig-Geist-Hospital und der Bademutterstraße bildete das Kirchspiel der Marienkirche. In diesem Bezirk befanden sich auch der Marktplatz und das Rathaus. Hier im Stadtzentrum wohnten zum Teil sehr wohlhabende Bürger. Solange das 1292 gegründete Dominikanerkloster noch keine Klosterkirche hatte, hatte der Magistrat der Stadt den Predigerbrüdern den Predigtdienst in der Marienkirche übertragen. Der Haupteingang der Kirche war zum Markt hin ausgerichtet. Die ältere Nordvorhalle diente auch als Leichenhaus, in dem die Verstorbenen vor der Beerdigung aufgebahrt wurden. Hier war auch eine Orgel installiert.

## Kapellen
Wie auch in den Kirchen in anderen Hansestädten üblich, ließen sich begüterte Gemeindemitglieder Kapellen in der Kirche einrichten oder anbauen. Auch Kaufmannsgesellschaften und Handwerksämter richteten sich Kapellen ein und stifteten dafür. Jeweils an der Ostwand einer Kapelle stand ein Altar, an dem von einem sogenannten Meßpriester jeden Tag eine Ewige Messe gelesen wurde. Diese Messen sollten den Stiftern zum Seelenheil dienen. Um dies für die Kirche einträgliche Geschäft zu fördern, wurde jede Möglichkeit ausgeschöpft, Kapellen einzurichten oder an das Gebäude anzubauen. Auch in den beiden erhaltenen Turmhallen waren Kapellen eingerichtet. Die Familie Westphal aus Wismar hatte ihre Kapelle in nördlichen Nebenhalle des Turmes, diese Kapelle wurde später von den Hökern übernommen. Die Wismarer Böttcher besaßen eine Kapelle in der südlichen Turmhalle. Eine reiche Witwe eines Ratsherren stiftete Almosen, die regelmäßig von Bedürftigen in der Böttcherkapelle empfangen wurden. Im Raum direkt unter dem Turm waren die Kapellen der Bergenfahrer, der Barbiere und der Kaufleute untergebracht. Hier stand auch die Taufe. Die Kapelle St. Marien zur Weiden befand sich in der Südwestecke. Das dreijochige Gebäude stand über einem rechteckigen Grundriss. Die vor 1324 errichtete Kapelle diente der Aufstellung verschiedener Altäre und wurde wahrscheinlich als Station bei Prozessionen benutzt. Die Kapelle wurde 1960 abgebrochen. Die Bantzkowsche Sühnekapelle wurde zwischen 1427 und 1433 gebaut. Die Kosten dafür übernahm die Stadt als Sühneleistung für die Hinrichtung des Bürgermeisters Johann Bantzkow. Die Kapelle wurde vor 1850 abgerissen. In der Marienkirche befanden sich die Grabkapelle des schwedischen Generalmajors von Wrangel, die vom Lübecker Gießer Tile Bruith gegossene Bronzegrabplatte der Herzogin Sophie von Mecklenburg († 1504), ursprünglich im Schwarzen Kloster, durch den Krieg gerettet und heute in St. Nicolai, und das Grab des Rechtsgelehrten David Mevius († 1670 als Vizepräsident des schwedischen Tribunals zu Wismar). Die hölzernen Kenotaphe von General Wrangel und seiner Frau sind heute im Kellergewölbe unterhalb des Rathauses ausgestellt.
Die Gemeindemitglieder, die sich eine Begräbnisstätte innerhalb der Kirche nicht leisten konnten, wurden auf dem Friedhof, der die Marienkirche umgab, bestattet. Auf diesem Friedhof standen zwei kleine Kapellen.

## Pastoren
- 1320/21 Heinrich von Dassow
- 1361–1366 Martinus de Golnow
- 1841–1849 Johann Joachim Hartwig Meyer (Diaconus)

## Kirchhof
Der Kirchhof von St. Marien war in früherer Zeit mit Kapellen überbaut, darunter St. Marien zu den Weiden und die Bantzkowsche Sühnekapelle. Diese haben sich nicht erhalten, da sie zum Teil schon im 19. Jahrhundert abgerissen wurden.

## Trivia
Die Marienkirche wurde Anfang der 1920er-Jahre von dem Regisseur Friedrich Wilhelm Murnau als Kulisse für seinen Film Nosferatu – Eine Symphonie des Grauens genutzt, da die geplante Verwendung der Lübecker Aegidienkirche neben dem Aegidienkirchhof auf Widerstand gestoßen war.